# Fairchild Semiconductor

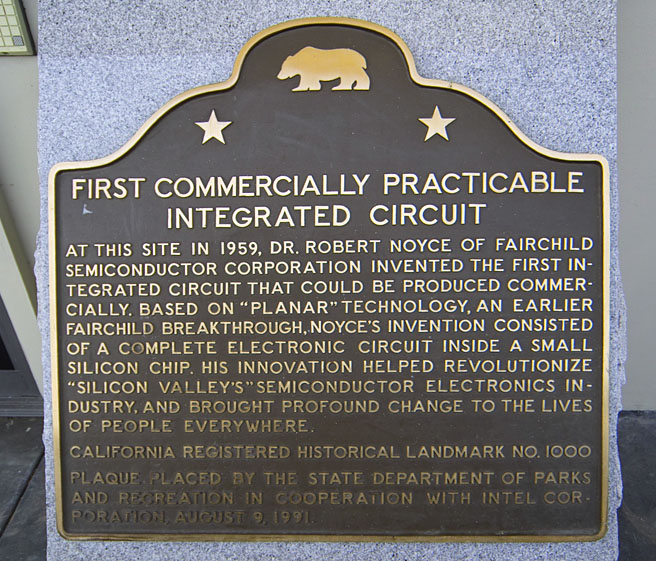
El marcador histórico en el edificio de Fairchild en el que los ocho traidores se instaló y el primer circuito integrado comercialmente práctico fue inventado

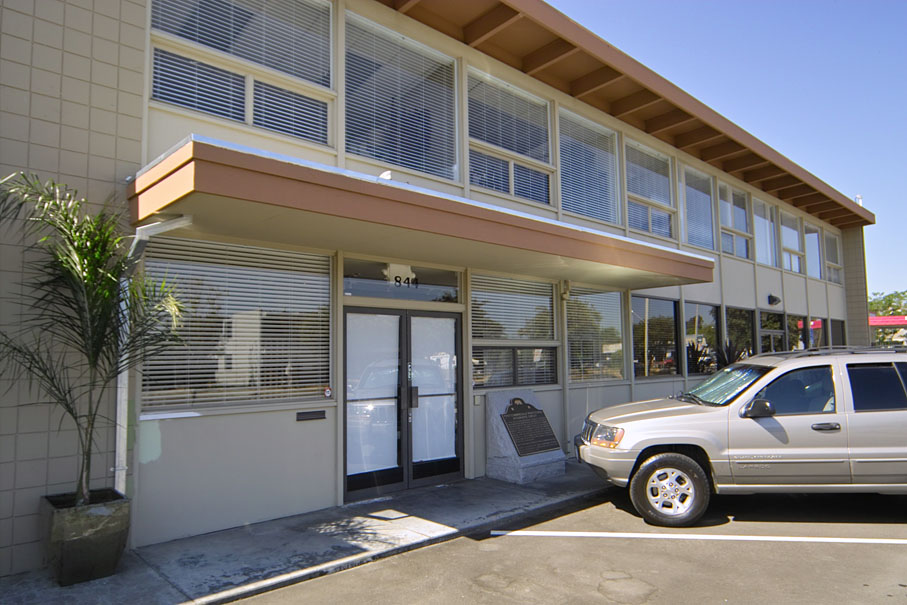
El edificio en el 844 East Charleston Road, Palo Alto, California, donde se inventó el primer circuito integrado comercialmente práctico

Fairchild Semiconductor fue una compañía norteamericana fundada en 1957 que introdujo en el mercado el primer circuito integrado comercialmente viable (lanzado ligeramente antes que otro de Texas Instruments), y se convirtió en uno de los mayores actores en la evolución de Silicon Valley en los años 1960. La empresa tiene cerca de 10 000 empleados en todo el mundo e instalaciones, entre otras, en San José (California), Salt Lake City (Utah), Mountain Top (Pensilvania), Bucheon (Corea del Sur) y Cebú (Filipinas). La oficinas centrales están localizadas en South Portland (Maine), aproximadamente a medio kilómetro de la planta de producción.

## Historia

### Antecedentes
En 1956, William Shockley creó Laboratorio Shockley de Semiconductores como una división de Beckman Instruments en Mountain View (California, EE. UU.). Sus intenciones eran desarrollar un nuevo tipo de diodo de 4 capas que pudiera trabajar más rápido y tuviera más usos que los transistores de la época. En un primer momento, intentó contratar a algunos de sus antiguos compañeros de Bell Labs, pero o no estaban dispuestos a trasladarse a la Costa Oeste o no querían trabajar con Shockley de nuevo. En su lugar, fundó el núcleo de una nueva compañía con los mejores y más brillantes licenciados recién salidos de las facultades de ingeniería.
Solo un año después, el equipo ya estaba cansado del comportamiento cada vez más extraño de Shockley. Entonces, un grupo de ocho ingenieros, Julius Blank, Victor Grinich, Jean Hoerni, Eugene Kleiner, Jay Last, Gordon Moore, Robert Noyce y Sheldon Roberts, conocidos posteriormente como los niños de Fairchild o 'los ocho traidores', decidieron que tenían razones suficientes para dimitir y lo hicieron.
Buscando la forma de fundar su propio proyecto, se dirigieron a Fairchild Camera and Instruments, una empresa de Sherman Fairchild en el este de los EE. UU. y que contaba con un número considerable de contratos militares. En 1957, Fairchild Semiconductor inició su andadura con planes para fabricar transistores de silicio; se debe tener en cuenta que por aquel tiempo el germanio era todavía un material habitual en la producción de los mismos.
El primer transistor pronto estuvo en el mercado y el primer lote de 100 fue vendido a IBM por 150 dólares cada uno. Sin embargo, solo dos años después, ya podían fabricar un circuito con cuatro transistores en la misma oblea de silicio, acababan de crear el primer circuito integrado de silicio (Jack Kilby, de Texas Instruments, había desarrollado y obtenido la patente de un circuito integrado de germanio el 12 de septiembre de 1958).

### Años 1960-1980
Durante los años 1960, Fairchild dominó el mercado de los circuitos integrados al lanzar el primer amplificador operacional (AO), el μA702 (en 1964) y el μA709, creados por Bob Widlar. En 1968, presentó el μA741, creado por David Fullagar, que se convirtió en el AO más popular de todos los tiempos. En esta época, muchos de los fundadores abandonaron Fairchild y crearon sus propios proyectos con éxito. Entre los últimos que abandonaron la compañía estaban los fundadores de Intel en 1968, Robert Noyce y Gordon Moore. Para entonces, la empresa había perdido mucha de su capacidad intelectual.
Pronto, Intel presentó su microprocesador, que Fairchild solo fue capaz de copiar varios años después en su Fairchild F8. A finales de los años 1970, no tenía nuevos productos en cartera y se encerraba en los nichos de mercado de sus productos veteranos, especialmente circuitos integrados 'resistentes' para aplicaciones militares y aeroespaciales.
Por un tiempo, desempeñó un papel importante en el desarrollo de los circuitos integrados con tecnología bipolar, los cuales son utilizados universalmente, en especial en los superordenadores Cray.
Igualmente, Fairchild abrió camino en el desarrollo de la imagen digital. En 1973, a partir de un invento de Bell Lans, produjo el primer CCD válido comercialmente. En 1976, lanzó el Channel F, el primer sistema para videojuegos que utilizaba cartuchos ROM.
En 1979, Fairchild fue comprada por Schlumberger Limited, una compañía de servicios petrolíferos. Al final de los años 1980, la compañía estaba en una posición competitiva relativamente débil y Schlumberger se la vendió a National Semiconductor en 1987. La división de imagen digital sufrió diversas vicisitudes, terminando siendo una compañía independiente, bajo el nombre de Fairchild Imaging.

### Historia reciente
En 1997, Fairchild Semiconductor renació como una compañía independiente con base en South Portland (Maine, EE. UU.). En 1999, inició su cotización en la Bolsa de Nueva York con el indicativo FCS. La fábrica de Fairchild en South Portland es la instalación de producción de semiconductores que más tiempo lleva funcionando de forma ininterrumpida en el mundo.
Más recientemente, ha ampliado su gama de semiconductores al incluir un servicio de fundición para dispositivos y productos destinados a sistemas microelectromecánicos (MEMS) avanzados.
Su actual línea de productos le permite suministrar cualquier componente semiconductor requerido en una fuente de alimentación conmutada.
En 2004, Fairchild comienza a trasladar su infraestructura corporativa a Singapur y Malasia en un intento de detener la línea descendente de su negocio.

### La semilla de Silicon Valley
Un equipo de Endeavor Insight ha realizado un estudio sobre la historia de FairChild, ha rastreado que de 130 empresas cotizadas en el NASDAQ o el NYSE con sede en Silicon Valley, cerca del 70% tienen algún tipo de conexión con Fairchild. Las 92 compañías cotizadas que tienen una conexión con FairChild tiene un valor total de $2,1 billones y emplean a unas 800 mil personas.

## Instalaciones
Fairchild Semiconductor cuenta con instalaciones en las siguientes localidades:
- Sede central:
  - South Portland, Maine, EE. UU.

- Diseño:
  - South Portland, Maine, EE. UU.
  - San José, California, EE. UU.
  - Bucheon, Corea del Sur.
  - Singapur.
  - Salt Lake City, Utah, EE. UU.
  - Colorado Springs, Colorado, EE. UU.
  - Mountaintop, Pensilvania, EE. UU.

- Producción:
  - South Portland, Maine, EE. UU.
  - Bucheon, Corea del Sur.
  - Singapur.
  - Salt Lake City, Utah, EE. UU.
  - Mountaintop, Pensilvania, EE. UU.

- Montaje y pruebas:
  - Cebú, Filipinas.
  - Kuala Lumpur, Malasia.
  - Penang, Malasia.
  - Suzhou, China.